# Puchar Łotwy w piłce siatkowej mężczyzn (2003)
Puchar Łotwy w piłce siatkowej mężczyzn 2003 – rozgrywki o siatkarski Puchar Łotwy. Brały w nich udział kluby z Virslīgi oraz 1. Līgi. Zainaugurowane zostały 14 października. Finał odbył się 21 grudnia w hali sportowej w Kuldīdze.
Puchar Łotwy zdobył klub LĀSE-R/Rīga, który w finale pokonał Inčukalns/LU.

## Drużyny uczestniczące
| Virslīga 7 drużyn | Virslīga 7 drużyn |
| ----------------- | ----------------- |
| Ezerzeme/DU       | półfinał          |
| Inčukalns/LU      | finał             |
| LĀSE-R/Rīga       | zwycięstwo        |
| Limbažu piens     | 1. runda          |
| MSĢ               | 2. runda          |
| Poliurs Ozolnieki | półfinał          |
| SK Babīte         | ćwierćfinał       |

| 1. Līga 9 drużyn | 1. Līga 9 drużyn |
| ---------------- | ---------------- |
| AVK NAA          | ćwierćfinał      |
| LSPA             | 1. runda         |
| RVS              | 2. runda         |
| SK Cēsis/LSPA    | 2. runda         |
| SK Kuldīga       | ćwierćfinał      |
| SK RTU           | ćwierćfinał      |
| VK Vecumnieki    | 2. runda         |
| Virši A          | 1. runda         |
| Ziemeļkurzeme    | 1. runda         |

## 1. runda
| Data       | Drużyna 1     |     | Drużyna 2     | Sety                               |
| ---------- | ------------- | --- | ------------- | ---------------------------------- |
| 15.10.2003 | LSPA          | 3:1 | RVS           | (15:25, 25:19, 25:23, 25:22)       |
| 22.10.2003 | LSPA          | 0:3 | RVS           | (0:25, 0:25, 0:25)                 |
| 15.10.2003 | Limbažu piens | 3:2 | SK Cēsis/LSPA | (20:25, 25:20, 17:25, 25:20, 15:9) |
| 22.10.2003 | Limbažu piens | 1:3 | SK Cēsis/LSPA | (25:27, 22:25, 25:17, 27:29)       |
| 15.10.2003 | VK Vecumnieki | 3:0 | Virši A       | (25:0, 25:0, 25:0)                 |
| 22.10.2003 | VK Vecumnieki | 3:0 | Virši A       | (25:0, 25:0, 25:0)                 |
| 14.10.2003 | SK RTU        | 3:0 | Ziemeļkurzeme | (25:15; 25:14; 31:29)              |
| 21.10.2003 | SK RTU        | 3:0 | Ziemeļkurzeme | (25:20, 25:16, 32:30)              |

## 2. runda
| Data       | Drużyna 1     |     | Drużyna 2  | Sety                                |
| ---------- | ------------- | --- | ---------- | ----------------------------------- |
| 25.10.2003 | RVS           | 0:3 | AVK NAA    | (21:25, 19:25, 16:25)               |
| 28.10.2003 | RVS           | 1:3 | AVK NAA    | (14:25, 25:23, 14:25, 13:25)        |
| 26.10.2003 | SK Cēsis/LSPA | 0:3 | SK Babīte  | (23:25, 19:25, 19:25)               |
| 28.10.2003 | SK Cēsis/LSPA | 3:1 | SK Babīte  | (21:25, 25:22, 25:20, 25:19)        |
| 25.10.2003 | VK Vecumnieki | 3:1 | SK Kuldīga | (25:27, 32:30, 25:18, 25:18)        |
| 01.11.2003 | VK Vecumnieki | 0:3 | SK Kuldīga | (16:25, 22:25, 22:25)               |
| 25.10.2003 | SK RTU        | 3:2 | MSĢ        | (25:21, 14:25, 20:25, 25:19, 15:13) |
| 01.11.2003 | SK RTU        | 3:1 | MSĢ        | (25:17, 25:13, 16:25, 25:23)        |

## Ćwierćfinały
| Data       | Drużyna 1  |     | Drużyna 2         | Sety                                |
| ---------- | ---------- | --- | ----------------- | ----------------------------------- |
| 05.11.2003 | AVK NAA    | 0:3 | LĀSE-R/Rīga       | (8:25, 15:25, 13:25)                |
| 12.11.2003 | AVK NAA    | 0:3 | LĀSE-R/Rīga       | (25:27, 17:25, 24:26)               |
| 08.11.2003 | SK Babīte  | 0:3 | Ezerzeme/DU       | (14:25, 24:26, 23:25)               |
| 12.11.2003 | SK Babīte  | 2:3 | Ezerzeme/DU       | (22:25, 25:23, 25:14, 21:25, 13:15) |
| 13.11.2003 | SK Kuldīga | 0:3 | Poliurs Ozolnieki | (19:25, 19:25, 19:25)               |
| 19.11.2003 | SK Kuldīga | 0:3 | Poliurs Ozolnieki | (11:25, 20:25, 21:25)               |
| 05.11.2003 | SK RTU     | 1:3 | Inčukalns/LU      | (25:22, 17:25, 21:25, 23:25)        |
| 12.11.2003 | SK RTU     | 0:3 | Inčukalns/LU      | (22:25, 25:27, 23:25)               |

## Mały Puchar

### Półfinały
| Data       | Drużyna 1  |     | Drużyna 2 | Sety                                |
| ---------- | ---------- | --- | --------- | ----------------------------------- |
| 25.11.2003 | AVK NAA    | 1:3 | SK Babīte | (23:25, 28:26, 19:25, 26:28)        |
| 03.12.2003 | AVK NAA    | 2:3 | SK Babīte | (18:25, 25:22, 23:25, 25:20, 12:15) |
| 26.11.2003 | SK Kuldīga | 3:1 | SK RTU    | (24:26, 25:18, 25:19, 25:18)        |
| 03.12.2003 | SK Kuldīga | 3:0 | SK RTU    | (25:22, 25:19, 25:22)               |

### Finał
| Data       | Drużyna 1 |     | Drużyna 2  | Sety                         |
| ---------- | --------- | --- | ---------- | ---------------------------- |
| 21.12.2003 | SK Babīte | 1:3 | SK Kuldīga | (24:26, 27:25, 18:25, 21:25) |

## Faza finałowa

### Półfinały
| Data                   | Drużyna 1         |     | Drużyna 2    | Sety                         |
| ---------------------- | ----------------- | --- | ------------ | ---------------------------- |
| 27.11.2003             | LĀSE-R/Rīga       | 3:0 | Ezerzeme/DU  | (25:15, 25:22, 25:19)        |
| 03.12.2003             | LĀSE-R/Rīga       | 3:1 | Ezerzeme/DU  | (25:21, 22:25, 25:18, 25:19) |
| 26.11.2003             | Poliurs Ozolnieki | 3:0 | Inčukalns/LU | (25:19, 25:17, 25:20)        |
| 03.12.2003             | Poliurs Ozolnieki | 0:3 | Inčukalns/LU | (18:25, 17:25, 20:25) 1      |
| 1 małe punkty: 130:131 |                   |     |              |                              |

### Finał
| Data       | Drużyna 1   |     | Drużyna 2    | Sety                                |
| ---------- | ----------- | --- | ------------ | ----------------------------------- |
| 21.12.2003 | LĀSE-R/Rīga | 3:2 | Inčukalns/LU | (21:25, 19:25, 25:22, 25:22, 15:11) |